# 孝溪乡
孝溪乡，是中华人民共和国重庆市秀山土家族苗族自治县下辖的一个乡镇级行政单位。

## 行政区划
孝溪乡下辖以下地区：
中心村、上屯村、格维村、檬子村、细沙村、沙帽村和复兴村。